# What a Girl Wants
What a Girl Wants – piosenka popowa stworzona na pierwszy album studyjny amerykańskiej piosenkarki Christiny Aguilery zatytułowany, po prostu, Christina Aguilera (1999). Wyprodukowany przez Guya Roche, utwór wydany został jako drugi singel promujący krążek dnia 28 grudnia 1999 roku. W 2001 kompozycja została nominowana do nagrody Grammy w kategorii najlepszy żeński występ pop.
Singel, podobnie jak poprzedni utwór promujący debiutancki album Aguilery – „Genie in a Bottle”, osiągnął pozycję #1 listy Billboard Hot 100 (stając się styczniem 2000 pierwszym amerykańskim singlem, który dotarł do szczytu notowania w XXI wieku) i utrzymywał się na niej przez dwa kolejne tygodnie. W Wielkiej Brytanii „What a Girl Wants” dotarł do trzeciej pozycji UK Singles Chart, a w Australii – do piątego miejsca listy ARIA Top 100 Singles. Docenioną przez krytykę piosenkę często uznaje się za jedną z najbardziej znanych w dorobku Aguilery; jest to singel, który ugruntował pozycję swojej wykonawczyni w przemyśle muzycznym, dowodząc, iż nie jest ona artystką jednego przeboju.
Teledysk do utworu wyreżyserowała Diane Martel. Klip przyniósł Aguilerze pięć nominacji do nagród MTV Video Music Awards.

## Informacje o utworze

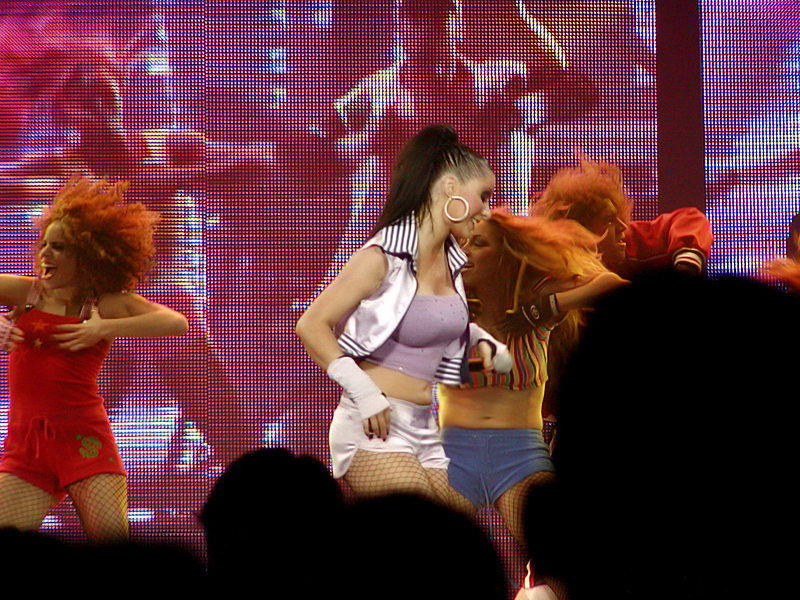
Christina Aguilera występuje z utworem „What a Girl Wants” w trakcie trasy koncertowej Stripped World Tour (2003).

„What a Girl Wants” to utwór autorstwa Shelly Peiken i Guya Roche, gatunkowo określany zasadniczo jako teen pop, choć czerpiący także z innych stylów: bubblegum popu, dance-popu i R&B, oraz zawierający wyraźnie bluesowe riffy. Początkowo jego tytuł brzmiał „What a Girl Needs”; zmieniono go, na rzecz częściowej aliteracji. Roche jest odpowiedzialny za produkcję utworu. Ten jest przekształconą, zmodyfikowaną wersją piosenki „Ce que je suis” wykonywanej przez francuską wokalistkę i aktorkę Ophélie Winter. Ponieważ „Ce que je suis” pochodzi z wydanego w 1998 roku albumu Winter Privacy, a Peiken i Roche’mu przypisuje się autorstwo także tego utworu, „What a Girl Wants” (na krążku Christina Aguilera wydany dopiero w drugiej połowie 1999) uznawany jest za anglojęzyczny cover francuskiej kompozycji. Nie jest jednak wiadome, który z utworów nagrywany był pierwszy, oba są bowiem kredytowane jako zrealizowane w roku 1998. W leksykonie The Complete Book of the British Charts: Singles and Albums autorzy Neil Warwick, Jon Kutner i Tony Brown wymieniają „Ce que je suis” Winter jako cover „What a Girl Wants” Aguilery.
Autor tekstów piosenek i asystent Rona Faira, Todd Chapman, współpracował z Aguilerą jako pierwszy i przedstawił ją Peiken. Jego zadaniem było poznanie osiemnastoletniej wokalistki, ocena jej potencjału. Cała trójka spotkała się w mieszkaniu Chapmana w North Hollywood, gdzie powstało prowizoryczne studio nagraniowe. Peiken nie spodziewała się po Aguilerze znakomitych zdolności artystycznych, ale finalnie była jej śpiewem zachwycona; powiedziała nawet: „w skali od jednego do dziesięciu ta dziewczyna to dwudziestka!” Demo „What a Girl Want” zaimponowało Fairowi (z działu A&R wytwórni RCA Records) i wkrótce potem nagrano wersję albumową.
Piosenka stanowi hymn uznania wokalistki dla gentlemanów. Jej tekst zainspirowały doświadczenia z życia Peiken, zwłaszcza wsparcie emocjonalne i wolność, jakimi obdarował autorkę partner. W utworze Aguilera dziękuje mężczyźnie, który był przy niej, gdy go potrzebowała, oraz wiedział dokładnie, „czego potrzebuje dziewczyna” (ang. What a Girl Wants). W przeciwieństwie do tekstu singlowego „Genie in a Bottle”, tekst „What a Girl Wants” nie wkracza w seksualny aspekt związku podmiotu lirycznego z mężczyzną, skupiając się na celebracji romantyczności.
Początkowo nie planowano wydania „What a Girl Wants” jako drugiego singla z albumu Christina Aguilera, a RCA Records rozważało publikację piosenki „So Emotional”. Wytwórnia promowała ten utwór, angażując Aguilerę w występy z nim podczas programów muzycznych, jak Total Request Live MTV czy Soul Train amerykańskiej telewizji syndykacyjnej. Decyzję zmieniono, gdy wykonawczyni zasugerowała, że „So Emotional” nie powtórzy sukcesu pierwszego singla z jej debiutanckiego krążka. Wówczas na singlu opublikowano utwór „What a Girl Wants”, uznany za bardziej przebojowy. Mimo tego, Aguilera posiadała niewielką kontrolę nad projektem wtórego singla, a wytwórnia przewidziała strategię marketingową, zakładającą, że artystka odniesie większy sukces jako bożyszcze nastolatków. By być zgodnymi z tą taktyką, zarządcy RCA wybrali singel, który utrzymał Aguilerę w pozycji popowego zjawiska. Wykonawczyni wyraziła swoje niezadowolenie z efektu prac nad utworem, mówiąc: „Wyraźnie chciano z tej piosenki zrobić świeżo brzmiący pop dla nastolatek i nie był to kierunek, którym chciałam podążać”. We wrześniu 1999 nagrano alternatywną wersję piosenki, ponieważ Aguilera obawiała się, że wersja albumowa nie posiada singlowego potencjału. Zwiększono tempo singla, zmieniono „przejście”, dodano „break” oraz partie wokalne i tekstowe. Wersja alternatywna utworu jest krótsza od oryginalnej o trzydzieści sekund. Hiszpańskojęzyczna edycja „What a Girl Wants”, zatytułowana „Una mujer”, znalazła się na albumie Mi Reflejo Aguilery z 2000 roku.

## Wydanie singla
Światowa premiera singla przypadła na zimę 1999, 28 grudnia tego roku; wówczas „What a Girl Wants” opublikowano na terenie Stanów Zjednoczonych. W USA utwór wydano na płytach kompaktowych, wspólnie z balladą Aguilery „Too Beautiful for Words” (odrzutem z albumu Christina Aguilera) na „stronie B”, a także na promocyjnych płytach CD, których wydanie poprzedzało oficjalną premierę singla. W sklepach muzycznych w formie EP wydanych zostało pięć remiksów piosenki. Na początku roku 2000 singel pojawił się na rynku w Wielkiej Brytanii oraz innych regionach świata. W Polsce ukazał się krążek złożony z remiksów, których autorami był duet D.U.I. – mieszkający w USA Polacy Marek Jachimczuk oraz Adam Balawender.
Jako drugi singel Aguilery, który dotarł do szczytu notowania Billboard Hot 100, „What a Girl Wants” ugruntował pozycję swojej wykonawczyni w przemyśle muzycznym. Osiągnąwszy miejsce pierwsze zestawienia najpopularniejszych wydawnictw singlowych w Stanach Zjednoczonych 15 stycznia 2000 – zresztą jako pierwszy singel w dwudziestym pierwszym wieku – utwór utrzymywał się na nim przez kolejne dwa tygodnie. W lutym piosenka zajęła również pozycję #1 notowań Top 40 Mainstream i Hot 100 Airplay; triumfowała też w innych zestawieniach Billboardu, w tym Rhythmic Top 40, Top 40 Tracks, Pop 100, Bubbling Under R&B/Hip-Hop Songs i Hot Dance Singles Sales. Utwór „What a Girl Wants” okazał się przebojem dookoła świata. Objął pozycje w Top 10 lub Top 20 większości list, na których się pojawił. Uplasował się na szczycie zestawień hitów singlowych Nowej Zelandii, Włoszech, Hiszpanii, Brazylii, Indonezji, Filipin i Wenezueli. W Wielkiej Brytanii zajął miejsce trzecie na liście UK Singles Chart oraz pierwsze na UK Official Airplay Chart. W Australii objął pozycję piątą w notowaniu ARIA Top 100 Singles. W Kanadzie dotarł na szczyt oficjalnego notowania singli, zajął miejsce trzecie listy Adult Contemporary Chart oraz pierwsze na liście przebojów airplayu. Piosenka była też notowana w Polsce, w zestawieniu 30 ton – lista, lista przebojów, gdzie najwyżej wspięła się na pozycję trzynastą. Singel zdobył ponadto miejsce pierwsze w zestawieniu MTV Asia Hitlist, a w Brazylii był szóstym najlepiej sprzedającym się wydawnictwem roku. Sprzedano łącznie ponad cztery miliony dwieście tysięcy egzemplarzy singla na całym globie. Witryna Charts Around the World podaje, że „What a Girl Wants” to jedna z najpopularniejszych piosenek 2000 roku.

## Opinie
Pier Dominquez, autor A Star is Made: The Unauthorized Biography, biografii Christiny Aguilery, w swojej książce opisał „What a Girl Wants” jako „popowo-rhythmandbluesową, przyjemną produkcję lekkiej konstrukcji” oraz porównał wokal piosenkarki do wyczynów akrobatycznych. Witryna Porcys sklasyfikowała nagranie jako jedno z najlepszych powstałych w latach dziewięćdziesiątych. Nana-Adwoa Ofori (AOL Radio) uwzględniła utwór na liście dziesięciu najlepszych singli wokalistki, dodając, że „ogromny sukces tej kompozycji Christiny Aguilery utrwalił ją jako silną, muzyczną potęgę”. W podobnym rankingu nagranie umieścił portal PopCrush.com, przypisując mu miejsce szóste. Zdaniem redaktorów serwisu the-rockferry.pl, „What a Girl Wants” to jedna z najlepszych piosenek nagranych przez Aguilerę w latach 1997–2010. Pod koniec sierpnia 2014 roku Jason Lipshutz, redaktor magazynu Billboard, uznał singel za jeden z dziesięciu największych hitów Aguilery w Stanach Zjednoczonych.
Bianca Gracie z serwisu o nazwie Idolator stwierdziła, że „What a Girl Wants” dał początek nagrywaniu przez Aguilerę utworów o tematyce empowermentu oraz zainspirował jej późniejsze przeboje, „Can’t Hold Us Down”, „Fighter” i „Let There Be Love”. Dodała też, że nagranie jest idealną piosenką na wieczór karaoke. Bill Lamb (thoughtco.com; 2017) uznał kompozycję za jedną ze stu najlepszych piosenek pop wydanych po roku 2000. W marcu 2020 Billboard wskazał „What a Girl Wants” jako 16. najlepszy utwór 2000 roku.

### Recenzje
Odbiór nagrania był pozytywny. Uznany krytyk muzyczny Robert Christgau pisał o „What a Girl Wants” jako o „utworze mądrym, lecz w sposób znacznie mniej serwilistyczny niż «Genie in a Bottle»”. Recenzent witryny o nazwie Traveling to the Heart pochwalił tekst piosenki, lecz uznał, że kompozycja nie pasuje do tonu głosu wykonawczyni. Johnny Loftus (AllMusic) wymienił singel wśród najlepszych utworów, recenzując płytę Christina Aguilera. Według współredaktora strony internetowej Charts.org.nz „«What a Girl Wants» to utwór przyjazny i chwytliwy, drugi najlepszy materiał na debiutanckim krążku Aguilery”. W omówieniu dla Billboardu Taylor Mims uznała piosenkę za „podbarwioną rhythm and bluesem” i nostalgiczną. Pisząc dla dziennika The Buffalo News, Anthony Violanti docenił piosenkę za jej potencjał marketingowy.
Pozytywnie oceniono też hiszpańskojęzyczną wersję utworu, „Una mujer”. Według Parry’ego Gettelmana, redaktora czasopisma Orlando Sentinel, to jedna z najlepszych piosenek zawartych na albumie Mi Reflejo, a silny głos Aguilery doskonale pasuje do jej szybkiego tempa

## Teledysk

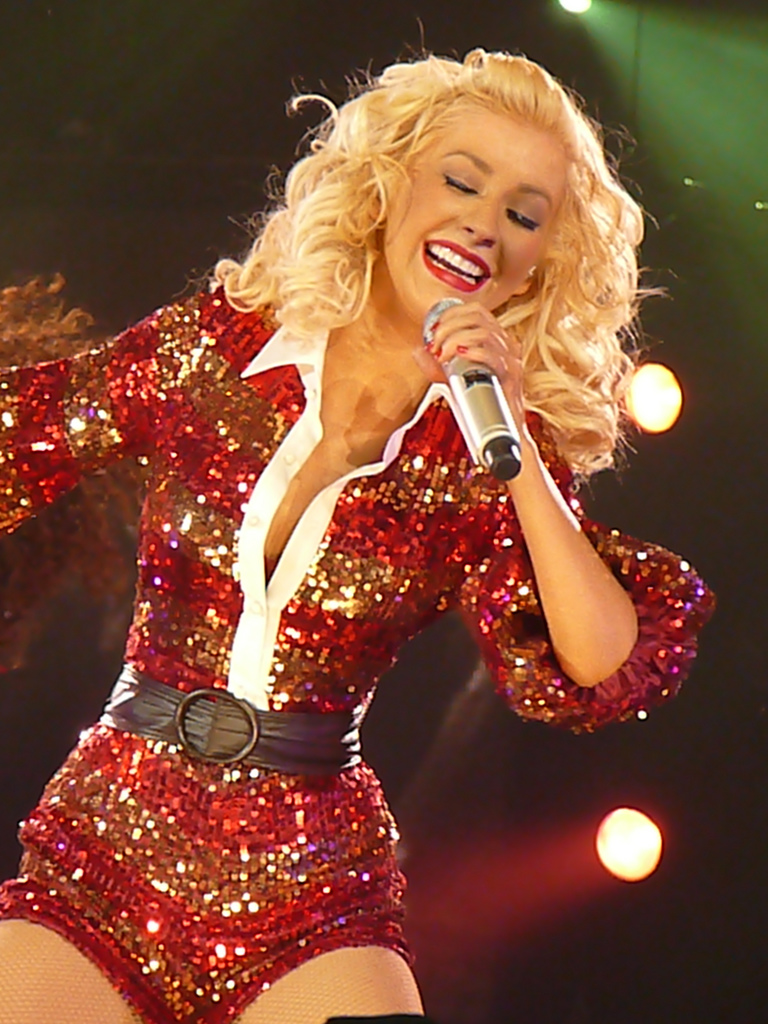
Aguilera wykonuje utwór w ramach trasy koncertowej Back to Basics Tour (2007).

Wideoklip do utworu wyreżyserowała Diane Martel, odpowiedzialna także za reżyserię poprzedniego klipu Christiny Aguilery, „Genie in a Bottle”. Powstał on wczesnym listopadem 1999 roku i w tym samym miesiącu odnotował premierę na łamach stacji MTV, w programie Total Request Live.
Klip rozpoczyna scena, w której wokalistka i kilkoro towarzyszących jej dziewcząt wchodzi do arkadowego pomieszczenia. Zaczynają tańczyć przed grupką młodych mężczyzn (wśród których znajdują się aktor Brandon Routh oraz model Paul Forgues). W kolejnym ujęciu Christina leży na podłodze przyodziana w gorset, a tancerki wykonują wokół niej układ taneczny. Następuje krótka, nieoczekiwana scena, w której żeńskie bohaterki tańczą w królewskiej komnacie, a Aguilera, ubrana w suknię rodem z epoki baroku, leży na tapczanie. Wokalistka i tancerki następnie raz jeszcze tańczą przed zgromadzeniem chłopców, a Aguilera kończy w ramionach jednego z nich. Ostatnie ujęcie przedstawione jest z perspektywy ptasiej. Teledysk oparty jest na barwnej choreografii, której autorką jest Amerykanka meksykańskiego pochodzenia Tina Landon. Christina Aguilera nawiązywała współpracę z Landon jeszcze kilkukrotnie; choreografka stworzyła układy taneczne do jej późniejszych klipów – „Come on Over Baby (All I Want Is You)” (2000), „Ven conmigo (Solamente tú)” (2000), nagranego wspólnie z Rickym Martinem „Nobody Wants to Be Lonely” (2001) oraz „Falsas esperanzas” (2001).
Wideo uplasowała się na pozycji #6 zestawienia teledysków najczęściej emitowanych w programie Total Request Live. Było nominowane do pięciu nagród MTV Video Music Awards jako najlepszy teledysk żeńskiego artysty, najlepszy teledysk pop i najlepszy teledysk nowego artysty, a także w kategoriach wybór publiki i najlepsza choreografia do teledysku. Poza wersją bazową, istnieją trzy dodatkowe wersje teledysku, dokręcone w celach promocyjnych do klubowych remiksów piosenki. Autorem tychże (Fiesta Club Mix, Dirty Club Mix, Dark Club Mix) jest DJ Thunderpuss.

## Promocja i wykonania koncertowe

### Promocja medialna
Wokalistka wykonywała utwór regularnie w trakcie kampanii promocyjnej swojego debiutanckiego albumu, ruszając między innymi w minitrasę po Stanach Zjednoczonych (What a Girl Wants U.S. Tour). W drugiej połowie 1999 roku Aguilera wystąpiła z utworem podczas wizyty w Hongkongu – na łamach programu jednej z muzycznych telewizji, zatytułowanego Pop Music Playground, oraz w Brazylii – w programie młodzieżowym nadawanym przez stację Redo Globo, Xuxa Park. Piosenkarka wykonała singel na imprezie Jingle Ball stacji radiowej Kiss 108 zaledwie kilka dni po premierze teledysku do utworu, kontynuując promocję albumu. Uczestniczyła też w dziękczynnej paradzie organizowanej przez Macy’s. Pod koniec grudnia 1999 Aguilera promowała utwór podczas występu w sylwestrowym programie telewizyjnym stacji MTV New Year’s Eve Special. 17 stycznia 2000 pojawiła się na 27. ceremonii wręczenia nagród American Music Awards, prezentując na scenie medley ballady „I Turn to You” i omawianego utworu. Trzy miesiące później, w kwietniu, również zaśpiewała singlowe „What a Girl Wants” i „I Turn to You”, w ramach koncertu VH1 2000 Men Strike Back; widowisko z jej udziałem zostało określone przez krytyków jako popisowe. Artystka pojawiła się na gali 2000 MuchMusic Video Awards, na niej także wykonując utwór przed publicznością. Grudniem roku 2000 wystąpiła z wnikliwie opracowaną choreografią podczas show ABC ABC Christmas Special (znanego też jako 25 Days of Christmas), odśpiewując w sumie osiem utworów, w tym także „Genie in a Bottle” i „I Turn to You”, oraz wieńcząc koncert interpretacją szlagiera „Climb Ev’ry Mountain” z musicalu The Sound of Music. 20 stycznia 2001 Aguilera była gwiazdą imprezy Caracas Pop Festival. W ramach koncertu, odbywającego się w stolicy Wenezueli, wykonała w sumie dwanaście piosenek, w tym niniejszą i „So Emotional”.

### Późniejsze występy
„What a Girl Wants” jest stałym elementem tras koncertowych Aguilery; od 2002 roku wokalistka wykonuje piosenkę w zupełnie innym brzmieniu niż tym znanym z wersji albumowej i singlowej utworu. W drugiej połowie 2003 singlowa kompozycja była piosenką zamykającą trasy Justified and Stripped Tour oraz Stripped World Tour. Od listopada 2006 do lipca 2007 Aguilera koncertowała z utworem w tournée po Europie, Ameryce Północnej, Azji i Australii podczas Back to Basics Tour. „What a Girl Wants” był elementem segmentu trasy Juke Joint i wykonywany był w stylu reggae, odśpiewany falsetem. Wcześniej, w latach 2000–2001, artystka koncertowała z piosenką w wersji standardowej po Ameryce i Japonii w trakcie Christina Aguilera Latin American Tour 2001 oraz podczas trasy Sears & Levis US Tour po krajach Ameryki Północnej.

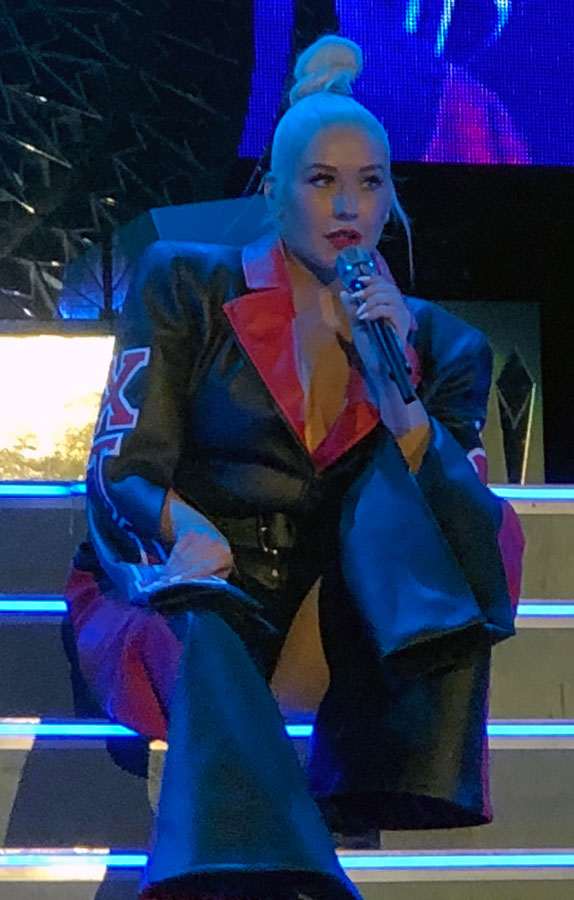
Aguilera wykonuje „What a Girl Wants” podczas trasy The Liberation Tour (2018).

Wiosną 2010, promując album Bionic w porannym talk-show CBS-u The Early Show, Aguilera wystąpiła z medley singli „Genie in a Bottle” i „What a Girl Wants”, tuż po zaprezentowaniu nowej wówczas piosenki „Not Myself Tonight”. Jak poinformowała telewizja CBS News, medley był mocno chwalony przez fanów artystki. 22 lipca 2011 odbył się koncert specjalnie przygotowany dla firmy Microsoft. Wokalistka była jednym z gości muzycznych, a na scenie zaśpiewała między innymi „What a Girl Wants”. 31 grudnia 2013 roku Aguilera dała prywatny, sylwestrowy koncert w Moskwie. Na setlistę złożyło się czternaście utworów, wśród nich „What a Girl Wants”, „Genie in a Bottle” oraz „Come on Over Baby (All I Want Is You)”. Piosenkarka miała wystąpić z utworem podczas festiwalu muzycznego Twin Towers Alive w Petronas Towers w Kuala Lumpurze dnia 28 marca 2014. Koncert został odwołany z powodu katastrofy lotu Malaysia Airlines 370. Mimo to, zorganizowano występ artystki przed prywatną publicznością. 2 maja 2014 Aguilera wykonała utwór w trakcie New Orleans Jazz & Heritage Festival.
Piosenka znalazła się na setliście trasy koncertowej The Liberation Tour (2018) oraz rezydentury The Xperience (2019). Latem 2019 roku Aguilera ruszyła w europejskie tournée The X Tour: set koncertowy obejmował między innymi medley utworów „What a Girl Wants” oraz „Come on Over Baby”.

## Spuścizna
Singel stał się światowym przebojem oraz jedną z najbardziej znanych (obok między innymi „Beautiful”) piosenek Christiny Aguilery. Bart Herbison, dyrektor zarządzający organizacją Nashville Songwriters Association International, wierzy, że nagranie stanowi integralną i istotną część amerykańskiej popkultury. Kompozycja została wykorzystana w grze wideo Karaoke Revolution Presents: American Idol oraz w kasowej komedii Czego pragną kobiety (What Women Want, 2000), reżyserowanej przez Nancy Meyers. Na część utworu jego tytuł nadano komedii młodzieżowej Dennie Gordon Czego pragnie dziewczyna (What a Girl Wants, 2003), choć, jak na ironię, sama kompozycja nie została uwzględniona na ścieżce dźwiękowej do filmu. Fragment utworu został wykonany przez bohaterkę serialu telewizyjnego FOX Glee, w odcinku sezonu pierwszego pt. „Mash-Up”. Postać grana była przez Leę Michele.
W styczniu 2016 Pia Wurtzbach, Miss Universe 2015, zaśpiewała „What a Girl Wants” podczas wywiadu udzielanego mediom. Wiosną 2016 roku nagranie znalazło się na playliście sporządzonej przez kandydującą na stanowisko prezydenckie byłą sekretarz stanu USA Hillary Clinton. Za pośrednictwem serwisu Spotify Clinton skompilowała playlistę trzydziestu utworów muzycznych; wykonawcą każdej z piosenek został artysta mocno zaangażowany w działalność społeczną. 6 czerwca 2016 odbył się koncert zorganizowany przez komitet Hillary Victory Fund. Wzięli w nim udział wspierani przez Hilton piosenkarze. Kendris Ologidi wykonał utwór na łamach nigeryjskiej edycji talent show The Voice (2017). Drag queens Eureka O’Hara i Yuhua Hamasaki – uczestniczki programu RuPaul’s Drag Race – wskazały „What a Girl Wants” jako swoją ulubioną piosenkę Aguilery. Sampel z utworu wykorzystano w nagraniu „Watergirl” z repertuaru Cashmere Cata (2019).
Cover piosenki nagrali między innymi: Tori Kelly, Tjindjara i Steven Aswin.

## Nagrody i wyróżnienia
| Rok  | Ceremonia              | Nagroda                                                                                  | Rezultat  |
| ---- | ---------------------- | ---------------------------------------------------------------------------------------- | --------- |
| 2000 | Billboard Music Awards | żeński artysta roku                                                                      | Wygrana   |
| 2000 | Teen Magazine Awards   | najlepszy żeński artysta                                                                 | Wygrana   |
| 2000 | Teen Magazine Awards   | najlepsza żeńska piosenka                                                                | Wygrana   |
| 2000 | Teen Choice Awards     | najlepszy singel                                                                         | Nominacja |
| 2000 | Teen Choice Awards     | najlepsza piosenka o tematyce miłosnej                                                   | Wygrana   |
| 2000 | MTV Video Music Awards | najlepszy teledysk żeńskiego artysty                                                     | Nominacja |
| 2000 | MTV Video Music Awards | najlepszy teledysk pop                                                                   | Nominacja |
| 2000 | MTV Video Music Awards | najlepszy teledysk nowego artysty                                                        | Nominacja |
| 2000 | MTV Video Music Awards | wybór publiki                                                                            | Nominacja |
| 2000 | MTV Video Music Awards | najlepsza choreografia do teledysku                                                      | Nominacja |
| 2001 | Grammy Awards          | najlepszy żeński występ pop                                                              | Nominacja |
| 2001 | BMI Awards             | najlepsza piosenka                                                                       | Wygrana   |
| 2025 | Webby Awards           | Best Individual Performance – Performance & Craft (za cover nagrany z Sabriną Carpenter) | Nominacja |

## Listy utworów i formaty singla
| Amerykański promo CD 1. „What a Girl Wants” (Radio Edit) – 3:20 2. „What a Girl Wants” (Album Version) – 3:52 3. „What a Girl Wants” (Suggested Callout Hook) – 0:11 Amerykański 3-ścieżkowy promo CD 1. „What a Girl Wants” (Smooth Mix) 2. „What a Girl Wants” (Radio Edit) 3. „Callout Hook” Amerykański 2-ścieżkowy singel CD 1. „What a Girl Wants” (Radio Version) – 3:20 2. „We’re a Miracle” Amerykański/niemiecki singel CD 1. „What a Girl Wants” (Radio Version) – 3:22 2. „What a Girl Wants” (Smooth Mix) – 3:30 3. „Too Beautiful for Words” – 4:11 Amerykańskie remiksy promocyjne 1. „What a Girl Wants” (Thunderpuss 2000 Dirty Club Mix) – 6:33 2. „What a Girl Wants” (Fiesta Club Mix) – 6:13 3. „What a Girl Wants” (Thunderpuss 2000 Dark Club Mix) – 8:49 4. „What a Girl Wants” (Eddie Arroyo Long Dance Mix) – 8:07 5. „What a Girl Wants” (Eddie Arroyo Down Tempo Killer Mix) – 4:07 Japoński promo CD 1. „What a Girl Wants” – 3:52 | Ogólnoświatowy maxi-singel 1. „What a Girl Wants” (Thunderpuss Fiesta Club Mix) – 6:16 2. „What a Girl Wants” (Thunderpuss Dirrty Club Mix) – 6:36 3. „What a Girl Wants” (Eddie Arroyo Long Dance Mix) – 8:10 4. „What a Girl Wants” (Eddie Arroyo Tempo Mix) – 4:20 Brytyjski promo CD 1. „What a Girl Wants” (Radio Edit) – 3:20 2. „What a Girl Wants” (Smooth Mix) – 3:27 Brytyjski singel CD #1 1. „What a Girl Wants” (Radio Version) – 3:22 2. „What a Girl Wants” (Smooth Mix) – 3:30 3. „Christina Album Medley” – 4:55 Brytyjski singel CD #2 1. „What a Girl Wants” (Radio Version) – 3:22 2. „We’re a Miracle” 4:09 3. „What a Girl Wants” (Video Enhancment) – 4:06 Niemiecki maxi-singel 1. „What a Girl Wants” (Radio Edit) 2. „What a Girl Wants” Smooth Mix) 3. „Too Beautiful for Words” |

## Twórcy
- Główne wokale: Christina Aguilera
- Produkcja, aranżacja i programming: Guy Roche
- Autor: Guy Roche, Shelly Peiken
- Mixer: Dave Way, współpr. Michael Huff
- Inżynier dźwięku: Mario Luccy
- Mastering: Eddy Schreyer
- Gitara: Bruce Watson, John Goux

## Pozycje na listach przebojów
| Kraj/region                  | Notowanie (2000)                 | Wydawca                          | Najwyższa pozycja |
| ---------------------------- | -------------------------------- | -------------------------------- | ----------------- |
| Argentyna                    | Top 100 Airplay                  | IFPI                             | 4                 |
| Australia                    | Top 100 Singles                  | ARIA Charts                      | 5                 |
| Austria                      | Top 75 Singles                   | Ö3 Austria Top 40                | 22                |
| Azja                         | MTV Asia Hitlist                 | MTV Asia                         | 1                 |
| Belgia (Flandria)            | Ultratop 50                      | Ultratop                         | 8                 |
| Belgia (Region Waloński)     | Ultratop 40                      | Ultratop                         | 16                |
| Brazylia                     | Top 100 Singles                  | Billboard Brasil                 | 1                 |
| Czechy                       | Top 50 Airplay                   | IFPI                             | 22                |
| Europa                       | Hot 100 Singles                  | Billboard                        | 3                 |
| Europa                       | Radio Top 50                     | Music & Media                    | 1                 |
| Europa niemieckojęzyczna     | Top 20 Airplay                   | 4                                |                   |
| Filipiny                     | Official Singles Chart           | PARI                             | 1                 |
| Finlandia                    | Top 20 Singles                   | ÄKT                              | 12                |
| Francja                      | Official Airplay Chart           | SNEP/IFPI Ipsos                  | 5                 |
| Francja                      | Top 100 Singles                  | SNEP                             | 11                |
| Hiszpania                    | Top 40 Airplay                   | PROMUSICAE                       | 1                 |
| Hiszpania                    | Top 50 Singles                   | PROMUSICAE                       | 1                 |
| Holandia                     | Dutch Top 40                     | MegaCharts                       | 9                 |
| Holandia                     | Mega Single Top 100              | MegaCharts                       | 14                |
| Holandia                     | Top 25 Airplay                   | Aircheck Nederland/Music & Media | 5                 |
| Indonezja                    | Official Singles Chart           | LIMA                             | 1                 |
| Irlandia                     | Top 50 Singles                   | IRMA                             | 7                 |
| Islandia                     | Top 20 Singles                   | Íslenski Listinn                 | 8                 |
| Japonia                      | Top 100 Singles                  | Oricon                           | 14                |
| Kanada                       | Adult Contemporary Chart         | RPM                              | 3                 |
| Kanada                       | Top 100 Airplay                  | BDS                              | 1                 |
| Kanada                       | Top 200 Singles                  | Nielsen SoundScan                | 1                 |
| Meksyk                       | International Singles Chart      | Notimex/El Siglo de Torreón      | 6                 |
| Niemcy                       | Top 100 Singles                  | Media Control Charts             | 18                |
| Nowa Zelandia                | Top 40 Singles                   | RIANZ                            | 1                 |
| Polska                       | Top 30 Singles                   | 30 ton – lista, lista przebojów  | 13                |
| Republika Południowej Afryki | Top 100 Singles                  | RISA                             | 9                 |
| Skandynawia                  | Top 20 Airplay                   | Music & Media                    | 8                 |
| Stany Zjednoczone            | Adult Top 40                     | Billboard                        | 31                |
| Stany Zjednoczone            | ARC Weekly Top 40                | ARC                              | 1                 |
| Stany Zjednoczone            | Billboard Hot 100                | Billboard                        | 1                 |
| Stany Zjednoczone            | Billboard Hot 100 Airplay        | Billboard                        | 2                 |
| Stany Zjednoczone            | Bubbling Under R&B/Hip-Hop Songs | Billboard                        | 1                 |
| Stany Zjednoczone            | Hot 100 Singles Sales            | Billboard                        | 1                 |
| Stany Zjednoczone            | Hot Dance Club Songs             | Billboard                        | 18                |
| Stany Zjednoczone            | Hot Dance Singles Sales          | Billboard                        | 2                 |
| Stany Zjednoczone            | Pop 100                          | Billboard                        | 1                 |
| Stany Zjednoczone            | R&R CHR/Pop Charts               | Radio & Records                  | 1                 |
| Stany Zjednoczone            | Rhythmic Top 40                  | Billboard                        | 1                 |
| Stany Zjednoczone            | Top 40 Mainstream (Pop Songs)    | Billboard                        | 1                 |
| Stany Zjednoczone            | Top 40 Tracks                    | Billboard                        | 1                 |
| Szkocja                      | Top 100 Singles                  | OCC                              | 8                 |
| Szwajcaria                   | Top 100 Singles                  | Schweizer Hitparade              | 17                |
| Szwecja                      | Top 60 Singles                   | Sverigetopplistan                | 24                |
| Świat                        | United World Chart               | Media Traffic                    | 1                 |
| Świat                        | World Chart Show                 | High Energy Radio/Radio Express  | 1                 |
| Wenezuela                    | Official Singles Chart           | Record Report/IFPI               | 1                 |
| Węgry                        | Official Airplay Chart           | Magyar Rádió                     | 19                |
| Wielka Brytania              | UK Official Airplay Chart        | OCC                              | 1                 |
| Wielka Brytania              | UK Singles Chart                 | OCC                              | 3                 |
| Włochy                       | Official Airplay Chart           | FIMI/Music & Media               | 6                 |
| Włochy                       | Top 50 Singles                   | FIMI                             | 1                 |

### Listy końcoworoczne
| Kraj              | Notowanie (2000)          | Wydawca                         | Pozycja |
| ----------------- | ------------------------- | ------------------------------- | ------- |
| Australia         | Top 100 Singles           | ARIA Charts                     | 74      |
| Belgia (Flandria) | Ultratop 50               | Ultratop                        | 8       |
| Brazylia          | Top 100 Singles           | Billboard Brasil                | 6       |
| Europa            | Radio Top 100             | Music & Media                   | 39      |
| Francja           | Top 100 Singles           | SNEP                            | 95      |
| Nowa Zelandia     | Top 40 Singles            | RIANZ                           | 32      |
| Stany Zjednoczone | American Top 40           | Premiere Radio Networks         | 10      |
| Stany Zjednoczone | Billboard Hot 100         | Billboard                       | 19      |
| Stany Zjednoczone | Billboard Hot 100 Airplay | Billboard                       | 8       |
| Szwajcaria        | Top 100 Singles           | Schweizer Hitparade             | 84      |
| Świat             | World Chart Show          | High Energy Radio/Radio Express | 8       |
| Włochy            | Top 50 Singles            | FIMI                            | 20      |

## Sprzedaż i certyfikaty
| Kraj                         | Wydawca | Certyfikat | Sprzedaż |
| ---------------------------- | ------- | ---------- | -------- |
| Australia                    | ARIA    | złoto      | 35,000+  |
| Belgia                       | IFPI    | złoto      | 25,000+  |
| Nowa Zelandia                | RIANZ   | 2x platyna | 30,000+  |
| Republika Południowej Afryki | RISA    | platyna    | 50,000+  |
| Stany Zjednoczone            | RIAA    | złoto      | 500,000+ |
| Szwecja                      | IFPI    | złoto      | 15,000+  |
| Wielka Brytania              | BPI     | srebro     | 200,000+ |

## Historia wydania
| Region            | Data            | Format             |
| ----------------- | --------------- | ------------------ |
| Stany Zjednoczone | 28 grudnia 1999 | singel CD          |
| Świat             | początek 2000   | singel CD, airplay |
| Wielka Brytania   | 14 lutego 2000  | singel CD          |

## Informacje dodatkowe
- „What a Girl Wants” znalazł się na wydanej przez Capitol Records kompilacji Grammy Nominees 2001, na którą złożyły się utwory nominowane do nagrody Grammy w 2001 roku.